# 18689 Родрік
18689 Родрік (18689 Rodrick) — астероїд головного поясу, відкритий 24 березня 1998 року.
Тіссеранів параметр щодо Юпітера — 3,306.